# Acrocera lindneri
Acrocera lindneri är en tvåvingeart som beskrevs av Curtis W. Sabrosky 1954. Acrocera lindneri ingår i släktet Acrocera och familjen kulflugor.
Artens utbredningsområde är Tanzania. Inga underarter finns listade i Catalogue of Life.